# William Howard (Antiquar)

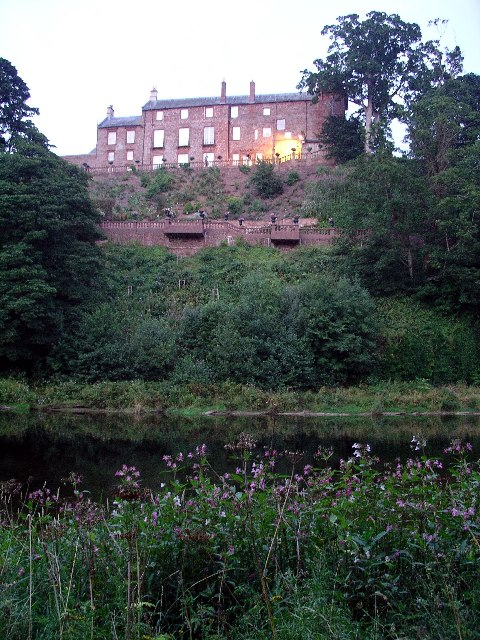
Corby Castle am Fluss Eden, 2003

Lord William Howard (* 19. Dezember 1563 in Audley End, Essex; † Oktober 1640 in Greystoke) war ein englischer Adliger und Antiquar, der auch als Belted Will oder Bauld Will bekannt ist.

## Leben
Er war der dritte Sohn des Thomas Howard, 4. Duke of Norfolk († 1572) und dessen zweiter Frau Margaret, einer Tochter von Thomas Audley, 1. Baron Audley of Walden. Am 28. Oktober 1577 heiratete er seine Stiefschwester Elizabeth, eine Tochter des Thomas Dacre, 4. Baron Dacre. Er studierte an der University of Cambridge.
Da er mit seinem Halbbruder Philip, Earl of Arundel (dem Gatten seiner Schwägerin Anne Dacre) des Hochverrats verdächtigt wurde, wurde er 1583, 1585 and 1589 gefangen genommen. Er wurde 1584 Katholik und wurde mit seinem Bruder seines Landguts enteignet, das er aber 1601 gegen eine Zahlung von 10.000 £ zurückerwerben konnte.
Er lebte danach mit seinen Kindern und Enkeln im Naworth Castle in Cumberland, restaurierte das Schloss, kümmerte sich um das Landgut und sorgte in der Gegend für Recht und Ordnung. 1603, bei der Krönung von Jakob I., wurde er rehabilitiert. 1611 kaufte er Corby Castle und baute ein zweistöckiges L-förmiges Gebäude an den dortigen Peel Tower an. 1618 wurde er ein Commissioner for the Border und kümmerte sich um Recht und Ordnung.
Lord William war ein ausgebildeter und erfolgreicher Altertumsforscher, der von William Camden hoch gelobt wurde. Sir Walter Scott erwähnte ihn als Belted Will im Lay of the Last Minstrel. Er hatte eine wertvolle Buchsammlung, deren gedruckte Werke nach wie vor weitgehend in Naworth zugänglich sind, während die Handschriften auf das College of Arms und andere Einrichtungen verteilt wurden. Er korrespondierte mit James Ussher und war mit Henry Spelman und Robert Bruce Cotton befreundet, dessen ältester Sohn seine Tochter heiratete. Er publizierte 1592 eine Ausgabe von Florence of Worcesters Chronicon ex Chronicis, die er William Cecil, 1. Baron Burghley widmete, und erstellte einen Stammbaum seiner Familie.